# Janine Smit
Janine Smit, née le 18 avril 1991 à Heerenveen (Frise) est une patineuse de vitesse néerlandaise.